# 屈什里
屈什里（法語：Cuchery，法語發音：[kyʃʁi]）是法国马恩省的一个市镇，属于兰斯区。

## 地理
屈什里（49°7'51"N, 3°49'24"E）面积7.03 平方千米，位于法国大東部大區马恩省，该省份为法国东北部内陆省份，北起阿登省，西北接埃纳省，西南接塞纳-马恩省，南至奥布省，东南接上马恩省，东临默兹省。
与屈什里接壤的市镇（或旧市镇、城区）包括：拉讷维尔欧拉里、巴略苏沙蒂永、贝尔瓦勒苏沙蒂永、克尔德拉瓦莱。

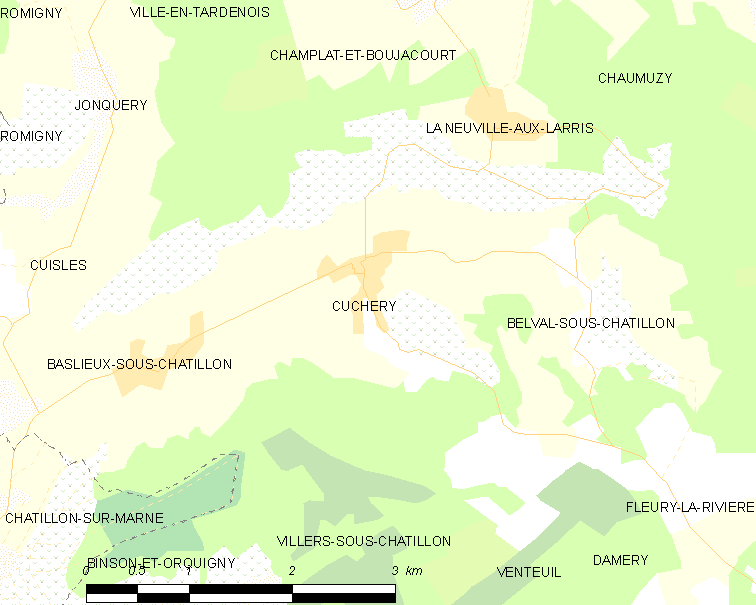
屈什里的OSM定位图

屈什里的时区为UTC+01:00、UTC+02:00（夏令时）。

## 行政
屈什里的邮政编码为51480，INSEE市镇编码为51199。

## 政治
屈什里所属的省级选区为多尔芒-香槟景县。

## 人口

1962-2008年间屈什里人口变化图示

屈什里于2022年1月1日时的人口数量为414人。